# Ямщина (Псковская область)
Ямщина — деревня в Гдовском районе Псковской области России. Входит в состав городского поселения «Гдов» Гдовского района.
Расположена на северной границе города Гдова.

## История
До 2005 года деревня входила в состав ныне упразднённой Гдовской волости.

## Население
Численность населения деревни по оценке на 2000 год составляет 66 жителей.